# Same Old Scene
Same Old Scene è un singolo del gruppo rock inglese dei Roxy Music, tratto dal loro settimo album Flesh + Blood del 1980.

## Il brano
Il brano inizia con il ritmo di una drum machine seguita da una linea di basso che influenzerà molti dei successivi brani del gruppo. Same Old Scene compare anche nella colonna sonora del film Times Square, dove si ascolta durante i titoli iniziali e di coda. Come B-side include Lover, in quasi tutte le edizioni del singolo, un brano non presente nell'album notevole per essere una delle poche B-side dei Roxy Music di cui sia riportato il testo.
Si è classificato al 12º posto nella Official Singles Chart nel Regno Unito e al 35º posto nella classifica australiana nel 1980.

## Video
Il video musicale del brano mostra la band che suona nello studio di registrazione. Le immagini sono in bianco e nero tranne pochi brevi fotogrammi a colori che mostrano perlopiù i membri del gruppo nel suo periodo glam, agli inizi degli anni settanta.

## Tracce
1. Same Old Scene – 3:55 (B. Ferry)
2. Lover – 4:29 (B.Ferry, P. Manzanera)

## Formazione
Hanno partecipato alle registrazioni, secondo le note dell'album:
Roxy Music
- Brian Ferry – voce, tastiere
- Phil Manzanera - chitarra
- Andy Mackay – sassofono

Altri musicisti
- Alan Spenner – basso
- Allan Schwartzberg – batteria

## Classifiche
Posizioni massime
| Classifica (1980) | Posizione massima |
| ----------------- | ----------------- |
| Australia (ARIA)  | 35                |
| Regno Unito       | 12                |